# Vlag van Algerije
De nationale vlag van Algerije bestaat uit twee gelijke verticale banen, groen en wit, en bevat in het centrum een rode wassende maan en een ster. De marinevlag ziet er hetzelfde uit, maar toont linksboven twee gekruiste ankers.
De vlag werd officieel in gebruik genomen op 3 juli 1962 toen het land onafhankelijk werd van Frankrijk. Ze is gelijkaardig aan de vlag die sinds 1958 door de regering in ballingschap van het Nationale Bevrijdingsfront (Front de Libération Nationale, FLN) werd gebruikt.
De vlag is geïnspireerd op de 19e-eeuwse standaard van Abd al-Kader. De standaard van Abd el-Kader bestond uit twee even brede verticale banden in de kleuren groen en wit.

## Symboliek
Het wit van de vlag staat voor zuiverheid, terwijl groen voor de islam staat. De wassende maan en de ster vormen gecombineerd een islamitisch symbool. Het rood staat voor het bloed dat in de Algerijnse Onafhankelijkheidsoorlog is vergoten om de Algerijnse onafhankelijkheid te bereiken.

## Ontwerp
De hoogte-breedteverhouding van de vlag is 2:3. De linkerhelft van de vlag is groen, de rechterhelft wit.
De halve maan en de ster zijn in het midden van de vlag geplaatst, waarbij de ster een kwart van de hoogte inneemt en de halve maan de helft. De bovenste en onderste punt van de ster bevinden zich op dezelfde hoogte als de uiteinden van de halve maan.

Constructietekening

## Geschiedenis
De nationale vlag is bijna identiek aan de vlag van het Front de libération nationale (FLN), waarbij de halve maan en ster kleiner zijn. Er wordt gespeculeerd dat de vlag werd gebruikt door Abd al-Kader in de 19e eeuw, hoewel Abd al-Kader volgens andere bronnen onder een witte vlag vocht. Het is waarschijnlijker dat de Algerijnse vlag in 1928 werd ontworpen door Messali Hadj, naar verluidt naar het voorbeeld van de vlag van de voormalige Rif-Republiek. De Algerijnse biograaf Achour Cheurfi beweert echter dat de Algerijnse vlag pas in april 1945 werd ontworpen door Chadli El Mekki, Chawki Mostefai en Hocine Asselah. Het Front de libération nationale adopteerde de vlag in 1954 en in 1958 werd de vlag het symbool van de voorlopige Algerijnse Republiek.
Nominaal maakte Algerije deel uit van het Ottomaanse Rijk totdat het werd veroverd door Frankrijk en de Franse vlag voerde. Na de verovering door Frankrijk werd de Franse vlag gebruikt in Algerije - in 1830 nog de vlag van het koninkrijk, vanaf 1834 de driekleur.

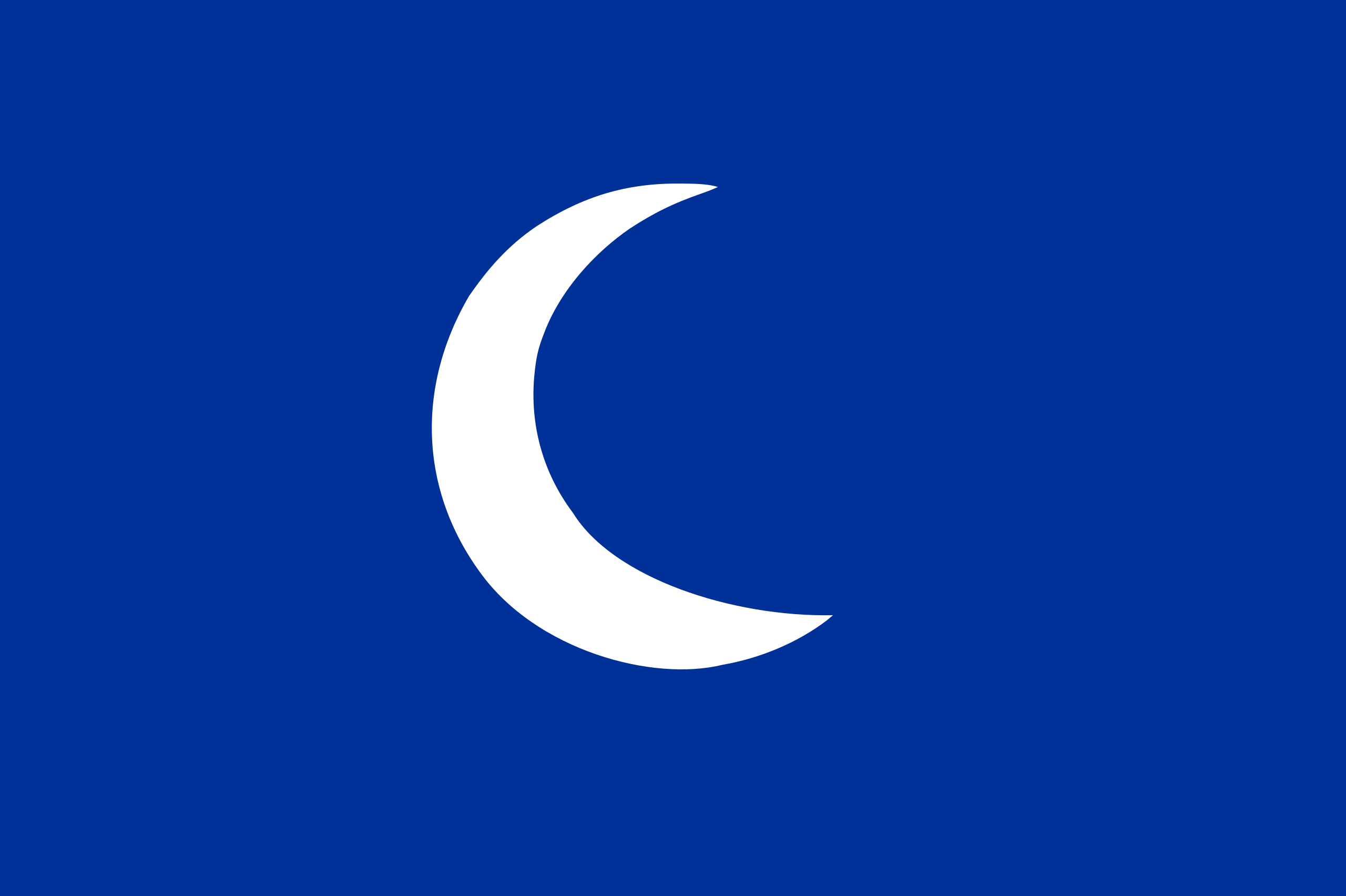
Vlag van de Zianiden, 1235-1338, 1488-1556
Vlag van de Zianiden, 1338-1488
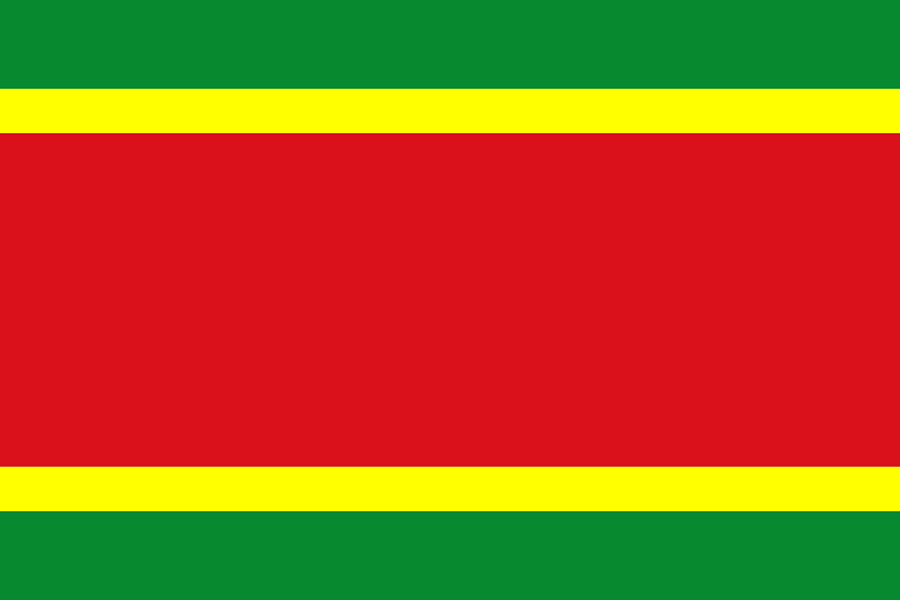
Algerijnse marinevlag voor 1830
Marinevlag van Frans-Algerije, 1848-1910
Vlag van Algerije, 1958-1962
Variant van de vlag van de regering in ballingschap, 1958-1962